# Félix Baciocchi (1803-1866)
Félix Marius Joseph François Baciocchi (Ajaccio, 2 februari 1803 (13 pluviôse jaar XI) - Parijs, 23 september 1866) was een Frans politicus ten tijde van het Tweede Franse Keizerrijk.

## Biografie
Baciocchi was aanvankelijk kolonel in de Nationale Garde van Corsica. Hij nam deel aan de mislukte poging tot staatsgreep van de latere keizer Napoleon III in Boulogne-sur-Mer in 1840.

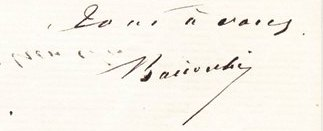
Handtekening van Félix Baciocchi.

Als neef van Félix Baciocchi was hij de eerste kamerheer van keizer Napoleon III. Vanaf 1852 benoemde de keizer hem in verschillende Franse diplomatieke posten. Hij was tevens departementsraadslid voor Ajaccio.
Op 5 mei 1866 werd Chabanacy de Marnas door keizer Napoleon III benoemd tot senator. Hij zetelde slechts enkele maanden in de Senaat want hij overleed later dat jaar. 
In 1865 werd hij grootofficier in het Legioen van Eer.
- Bibliothèque nationale de France: cb154311658 (data)
- Gemeinsame Normdatei: 1020648546
- International Standard Name Identifier: 0000 0004 6446 9182
- Base Léonore: LH//87/65
- Virtual International Authority File: 232918358
- WorldCat: E39PBJymtKwxBR4dR9WKqJKDbd